# Polémica de auxiliis
La polémica de auxiliis fue una polémica teológica y filosófica acerca del papel de la libertad humana en relación con la gracia divina. La polémica enfrentó a jesuitas y dominicos. Para los jesuitas la doctrina tradicional de los dominicos dejaba poco lugar a la libertad humana, mientras que para los dominicos la doctrina jesuita presentaba inconsistencias metafísicas.

## La libertad humana y los jesuitas
El teólogo y filósofo jesuita Francisco Suárez señalaba que la defensa de la libertad frente al determinismo luterano era uno de los principales objetivos de la Compañía de Jesús, explícitamente señalado por san Ignacio de Loyola en sus Ejercicios espirituales. Así, Ignacio de Loyola dice en la regla 15.ª:

No debemos hablar mucho de la predestinación por vía de costumbre; mas si en alguna manera y algunas veces se hablare, así hable que el pueblo menudo no venga en error alguno, como a veces suele diciendo: si tengo que ser salvo o condenado, ya está determinado, y por mi bien hacer o mal no puede ser ya otra cosa; y con esto entorpeciendo se descuidan en las obras que conducen a la salud y provecho espiritual de sus ánimas.

## Premolinismo
Ya en el concilio de Trento encontramos a los jesuitas Diego Laínez y Alfonso Salmerón defendiendo la libertad humana frente al fatalismo protestante. Y en 1567 el fraile dominico Domingo Báñez tuvo en Alcalá de Henares su primera controversia pública oponiéndose a las ideas premolinistas del Padre Alonso Deza. Sin embargo, es el año 1582 cuando puede decirse que el premolinismo sale a escena. El Padre Prudencio de Montemayor defenderá ese año en un acto escolástico celebrado en las escuelas de Salamanca algunas tesis que más tarde aparecerán en la Concordia de Molina y que los dominicos censurarán en su Apología. Báñez denunció ante el Consejo de la Inquisición al P. Prudencio de Montemayor y a fray Luis de León, quien en el mismo acto escolástico había salido en defensa del jesuita. Como resultado de esta denuncia, el Santo Oficio falló en contra del P. Montemayor, que fue obligado a abandonar la enseñanza de la teología, y de fray Luis de León, a quien se prohibió seguir defendiendo tal doctrina. El premolinismo, así, quedó prohibido en España.

## Desarrollos  relacionados
Hasta la actualidad, varios pensadores han abordado el fondo de esta polémica y propuesto diversas soluciones diferentes de las de Báñez y Molina. Así, el teólogo William Most propone que la gracia suficiente que proporciona Dios a todas las criaturas es suficiente para no pecar y, por lo tanto, el pecado se da por libre albedrío de la persona. Es decir, la conducta por defecto, que, en anteriores planteamientos, era pecar, pasa a ser no pecar, lo que preservaría la justicia de Dios y el libre albedrío del hombre.
Por otra parte, esta polémica entre teólogos católicos forma parte de la polémica más general entre católicos y protestantes sobre el libre albedrío. Esta, a su vez, se replantea como la polémica entre el determinismo y el libre albedrío en la filosofía y en la  ciencia. En ese aspecto, como Michael Gillespie observa, la polémica religiosa sobre el libre albedrío (que tiene uno de sus primeros exponentes en el debate entre Erasmo y Lutero) se seculariza en la polémica filosófica sobre el libre albedrío (que tiene uno de sus primeros exponentes en el debate entre Descartes y Hobbes).